# Церква Олександра Невського (Гянджа)

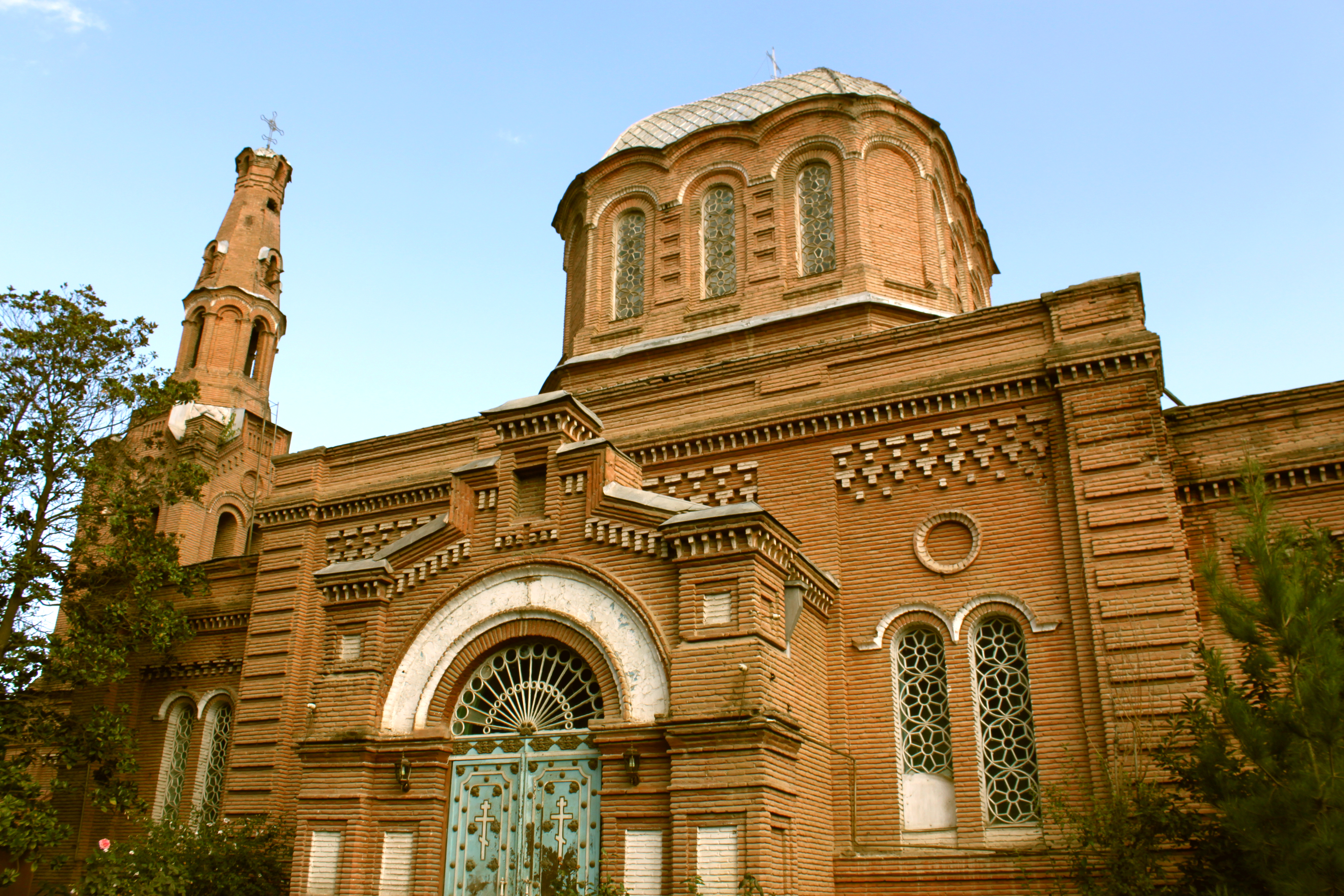
Церква Олександра Невського (Гянджа)

Церква Олександра Невського (Гянджа)(азерб . Aleksandr Nevski kilsəsi) — церква в Гянджі (Азербайджан), яка побудована в 1887 році.

## Історія
Церква була побудована на місці старовинного кладовища на благодійні кошти, як місцевих православних, так і мусульман у 1887 році. Згідно з даними 1916 року цей храм носив статус соборного. Будівля побудована у візантійському стилі з цегли «плінфи». У 1931 році храм був закритий. В 1935–1938 рр. храм використовували як приміщення краєзнавчого та антирелігійного музею. Пізніше музей був перенесений в іншу споруду (мечеть), а в соборі влаштували склад. У 1946 році храм було повернуто церкві. Від дореволюційного інтер'єру дійшли ікони, серед яких храмова ікона святого благовірного князя Олександра Невського і ікона святої Марії Магдалини.

У вересні 1997 року урочисто відзначалося 110-річчя церкви.

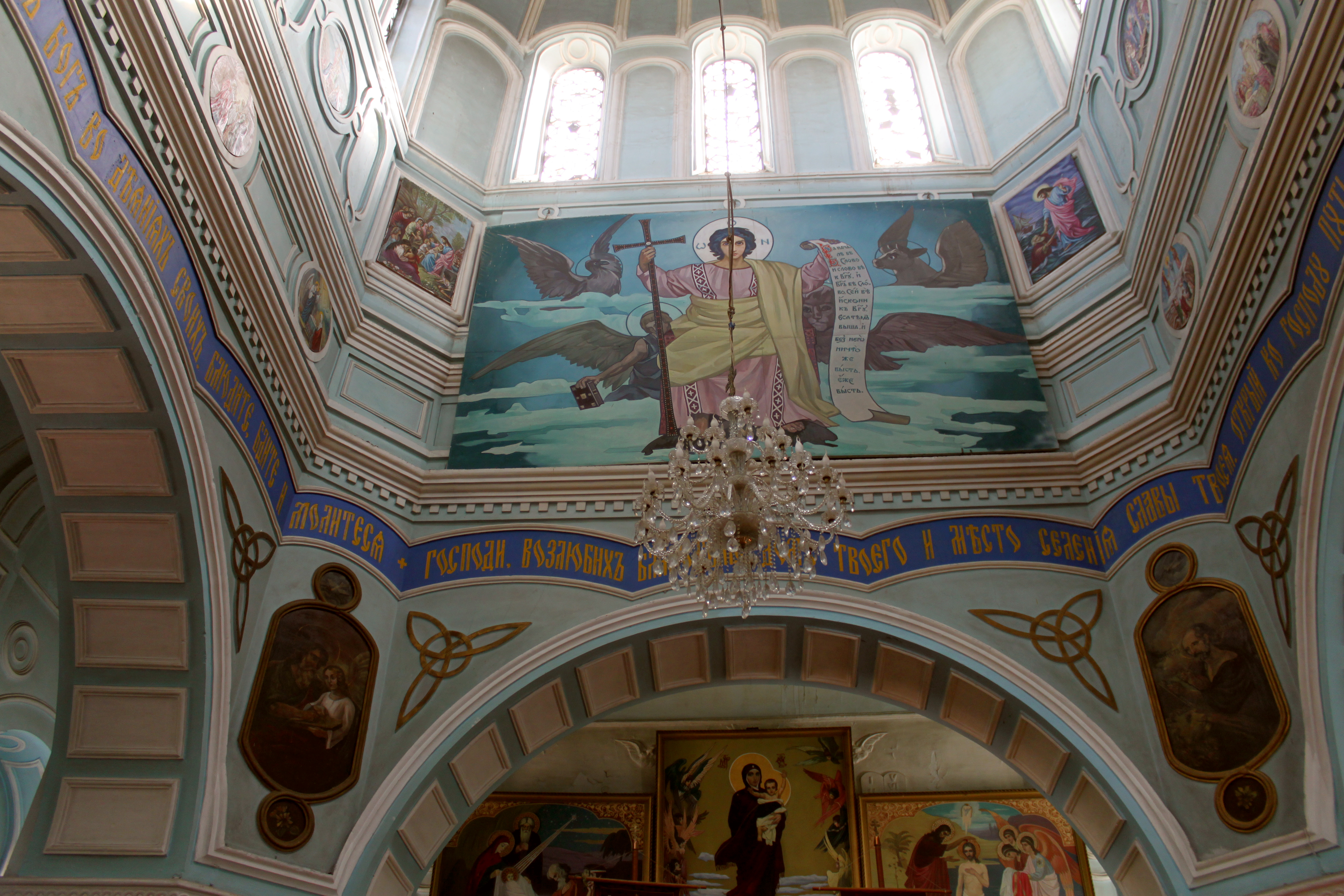
Купол Церкви Олександра Невського (Гянджа)

## Сучасний стан

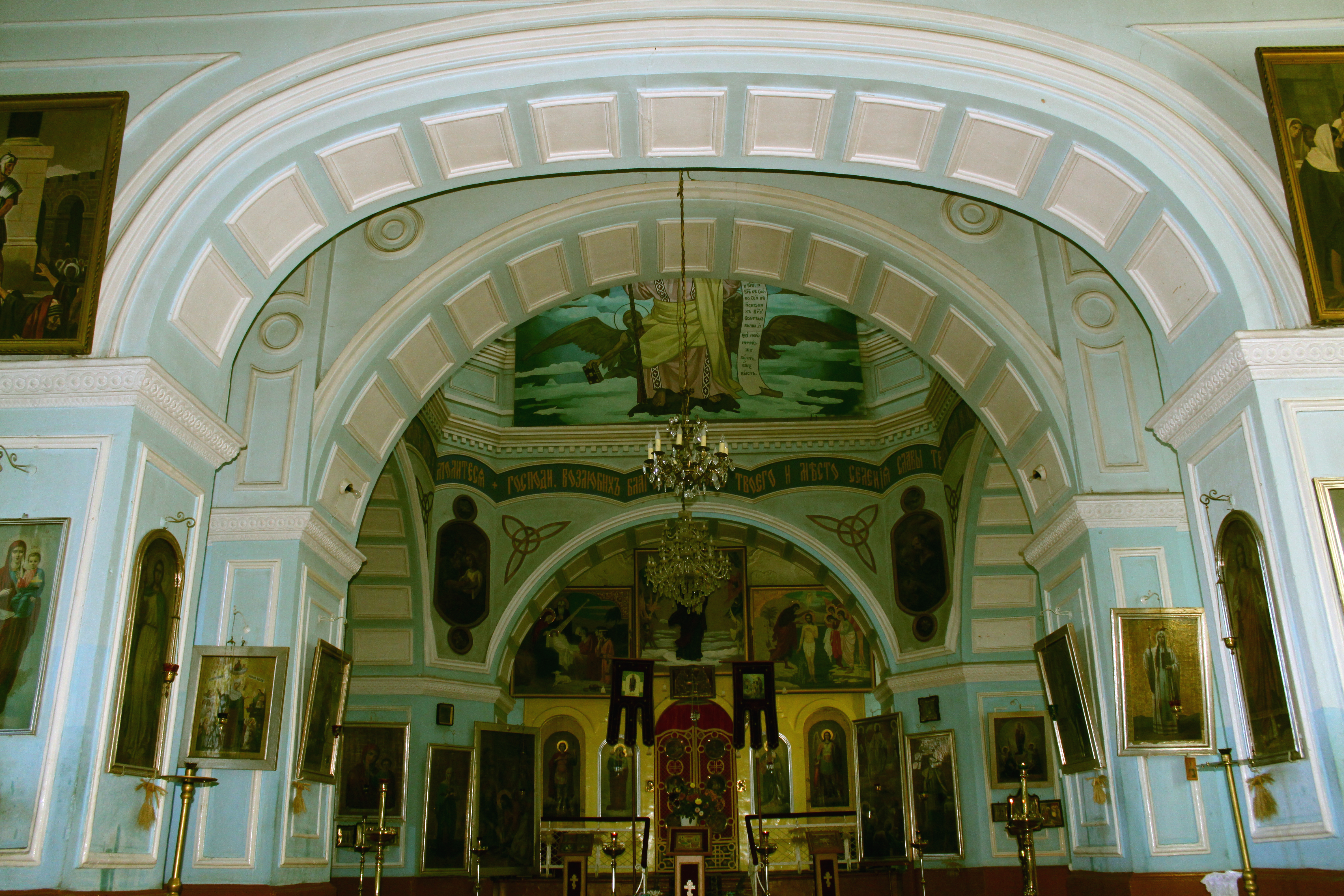
Церква Олександра Невського (Ганджя)

Служби в храмі відбуваються по суботніх і недільних днях, а також по двунадесятим і великим святам. Настоятелем храму є ієрей Андрій Безотосний.